# Бялоґурне
Бялоґурне (пол. Białogórne) — село в Польщі, у гміні Біла-Равська Равського повіту Лодзинського воєводства.
Населення — 120 осіб (2011).
У 1975-1998 роках село належало до Скерневицького воєводства.

## Демографія
Демографічна структура станом на 31 березня 2011 року:
|          | Загалом | Допрацездатний вік | Працездатний вік | Постпрацездатний вік |
| -------- | ------- | ------------------ | ---------------- | -------------------- |
| Чоловіки | 64      | 16                 | 40               | 8                    |
| Жінки    | 56      | 12                 | 29               | 15                   |
| Разом    | 120     | 28                 | 69               | 23                   |